# 上野コミュニティバス

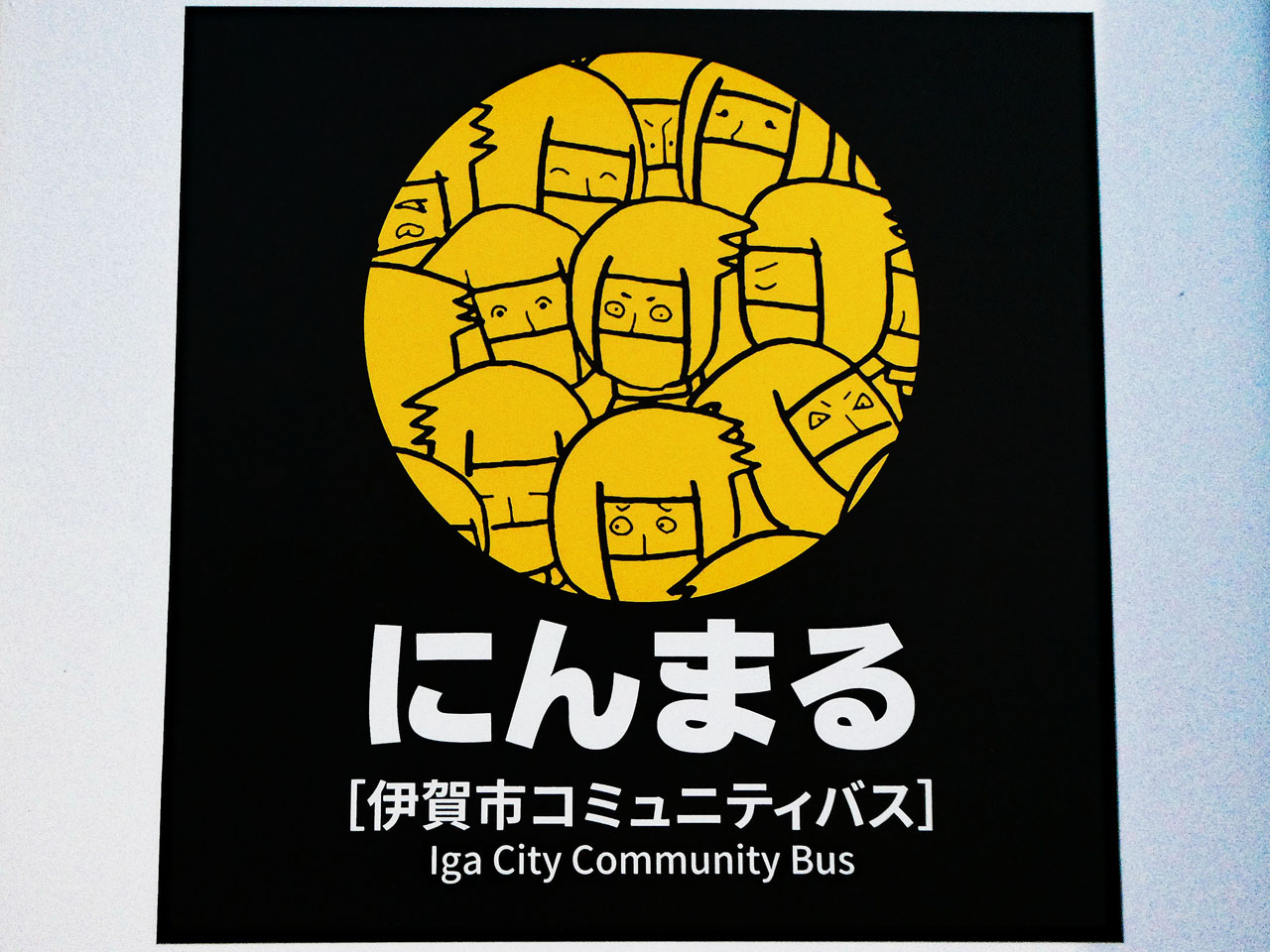
にんまる 停留所看板（上野市駅）

上野コミュニティバス（うえのコミュニティバス）は、三重県伊賀市の旧上野市を運行するコミュニティバスであり、「にんまる」という愛称が付いている。なお、運行は三重交通に委託されている。

## 概要
旧上野市街を循環するコミュニティバス。運行開始時は「しらさぎ」という愛称で運行していたが、2020年4月から「にんまる」に改称した。なお、現在のラッピングバスのデザインと愛称はともに一般公募を経て決定したものである。

## 歴史
- 2003年（平成15年）4月1日：「しらさぎ」という愛称で運行を開始（※バス2台体制）。
- 2019年（平成31年）4月1日：忍者ラッピングが施されたバスの運行を開始[1]するため、1台を忍者ラッピング車に置き換え。同日よりバスロケーションシステムを導入[3]。
- 2020年（令和2年）4月1日：愛称を「にんまる」に変更[2]。忍者ラッピング車1台を増備し、「しらさぎ」（旧愛称）のバス1台を置き換えた。

## 運賃制度
運賃
- 大人200円、小人（小学生）100円。

※全区間共通。乳児（1歳未満）は無料、障がい者は半額。
交通系ICカード全国相互利用サービスを導入している。
回数券
- 2,000円（200円券 11枚綴り）
- 1,000円（100円券 11枚綴り）
- 500円（50円券 11枚綴り）

※いずれも、バス車内（上野コミュニティバス、青山行政バス、伊賀市行政サービス巡回車（いがまち、島ヶ原、阿山、大山田））で販売。
定期券
上野コミュニティバスの全路線で有効となる。なお、定期券は下記の3種を販売している。
- 1か月定期券
- 3か月定期券
- 6か月定期券

※三重交通上野旅行センター、市役所交通政策課・各支所振興課（上野支所を除く）で販売。

## 路線
各コースとも曜日や祝日の有無を問わず運行するが、片方向しか運行されない。

### 内回り

#### 内回り循環 西コース
- 上野市駅 → 崇広堂前 → 中町 → 愛宕町 → 勧進辻 → 名阪東インター前 → 市民病院 → イオンタウン伊賀上野 → 四十九 → 四十九駅東 → 国道並松 → 桑町駅南 → 伊賀市役所 → 白鳳高校前 → 労働基準監督署前 → 税務署前 →茅町駅前 → 恵美須町 → 上野市駅

#### 内回り循環 東コース
- 上野市駅 → 崇広堂前 → 中町 → ふれあいプラザ前 → 恵美須町 → 茅町駅前 → 税務署前 → 労働基準監督署前 → 白鳳高校前 → 伊賀市役所 → 四十九 → 四十九駅東 → 四十九駅 → 病院下（イオンタウン伊賀上野前） → 市民病院 → 病院下（イオンタウン伊賀上野前） → 国道並松 → 名阪東インター前 → 桑町 → 恵美須町 → 上野市駅

### 外回り

#### 外回り循環 西コース
- 上野市駅 → 白鳳通り → アピタ伊賀上野店 → 西大手 → 鍵屋辻 → 八幡町 → 市民病院 → イオンタウン伊賀上野 → 四十九 → 四十九駅東 → 国道並松 → 桑町駅南 → 伊賀市役所 → 上野病院 → 文化会館 → 緑ヶ丘 → 車坂 → 農人町 → 赤坂 → 上野市駅

#### 外回り循環 東コース
- 上野市駅 → 片原町 → 広小路駅前 → 農人町 → 車坂 → 緑ヶ丘 → 文化会館 → 上野病院 → 伊賀市役所 → 四十九 → 四十九駅東 → 四十九駅 → 病院下（イオンタウン伊賀上野前） → 市民病院 → 病院下（イオンタウン伊賀上野前） → 国道並松 → 八幡町 → 鍵屋辻 → 西大手 → アピタ伊賀上野店 → 白鳳通り → 上野市駅

## 車両

### 現在
- 日野・ポンチョ

2台が在籍する。2019年に1台を投入し、2020年に1台を増備。なお、増備した車両には黄色い丸の模様が付いている。

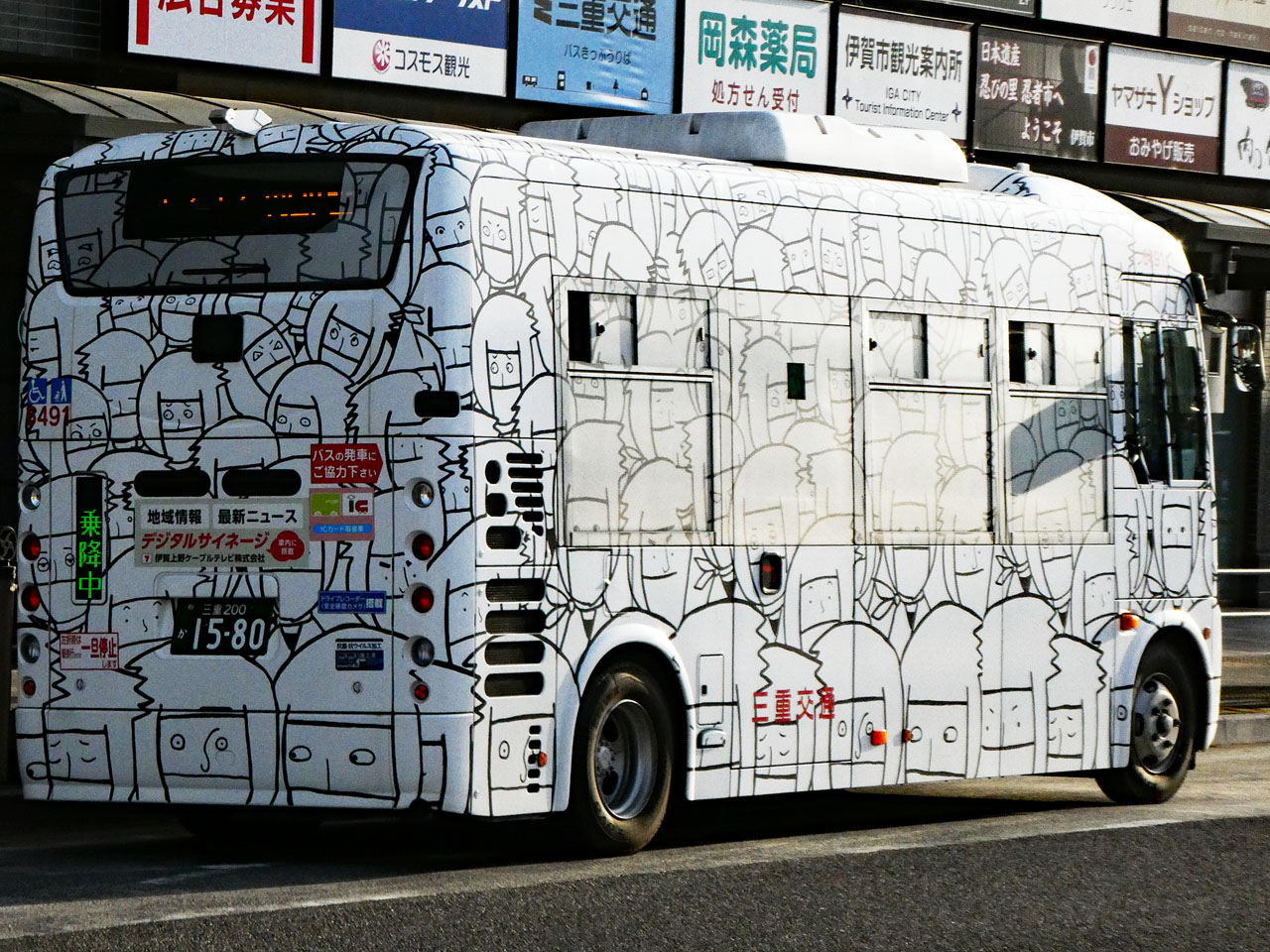
にんまる 車両（2019年4月投入車） （※現在の愛称。デザインは公募により決定）

### 過去
- 三菱ふそう・エアロミディME

2台が在籍した。老朽化のため、2019年と2020年に1台ずつ離脱した。なお、同車は「しらさぎ」という愛称だった時に運行を担当した。

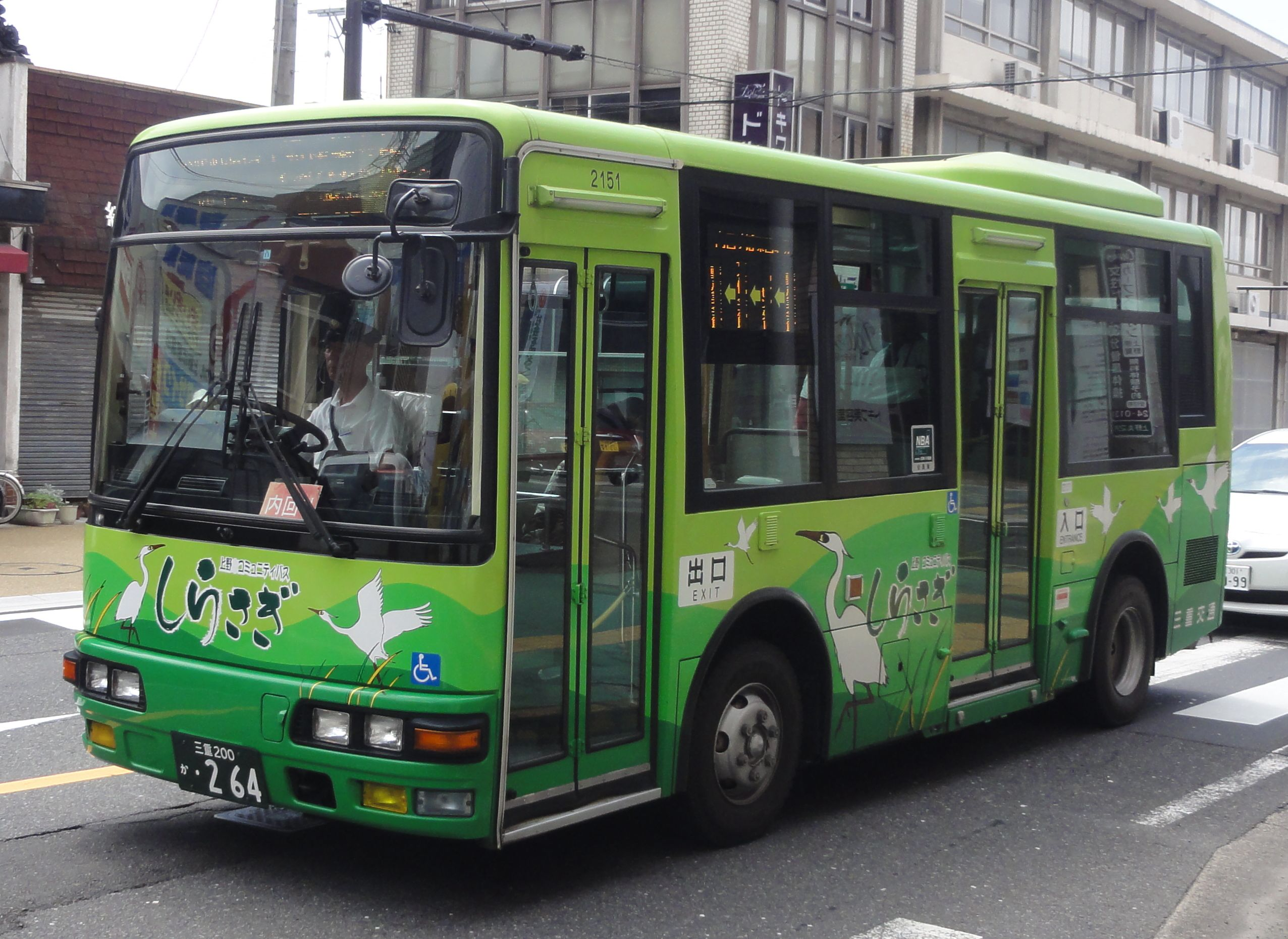
しらさぎ 車両 （※愛称変更・車両置換えのため、この車両は現存しない）